# Kurianka
Kurianka [pronunciación en polaco: /kuˈrjanka/] es un pueblo ubicado en el distrito administrativo de Gmina Lipsk, dentro del Condado de Augustów, Voivodato de Podlaquia, en el norte de Polonia oriental, cercano a la frontera con Bielorrusia. Se encuentra aproximadamente a 5 kilómetros al noreste de Lipsk, a 35 kilómetros al este de Augustów, y a 74 kilómetros al norte de la capital regional Białystok.